# 拉布 (克羅地亞)

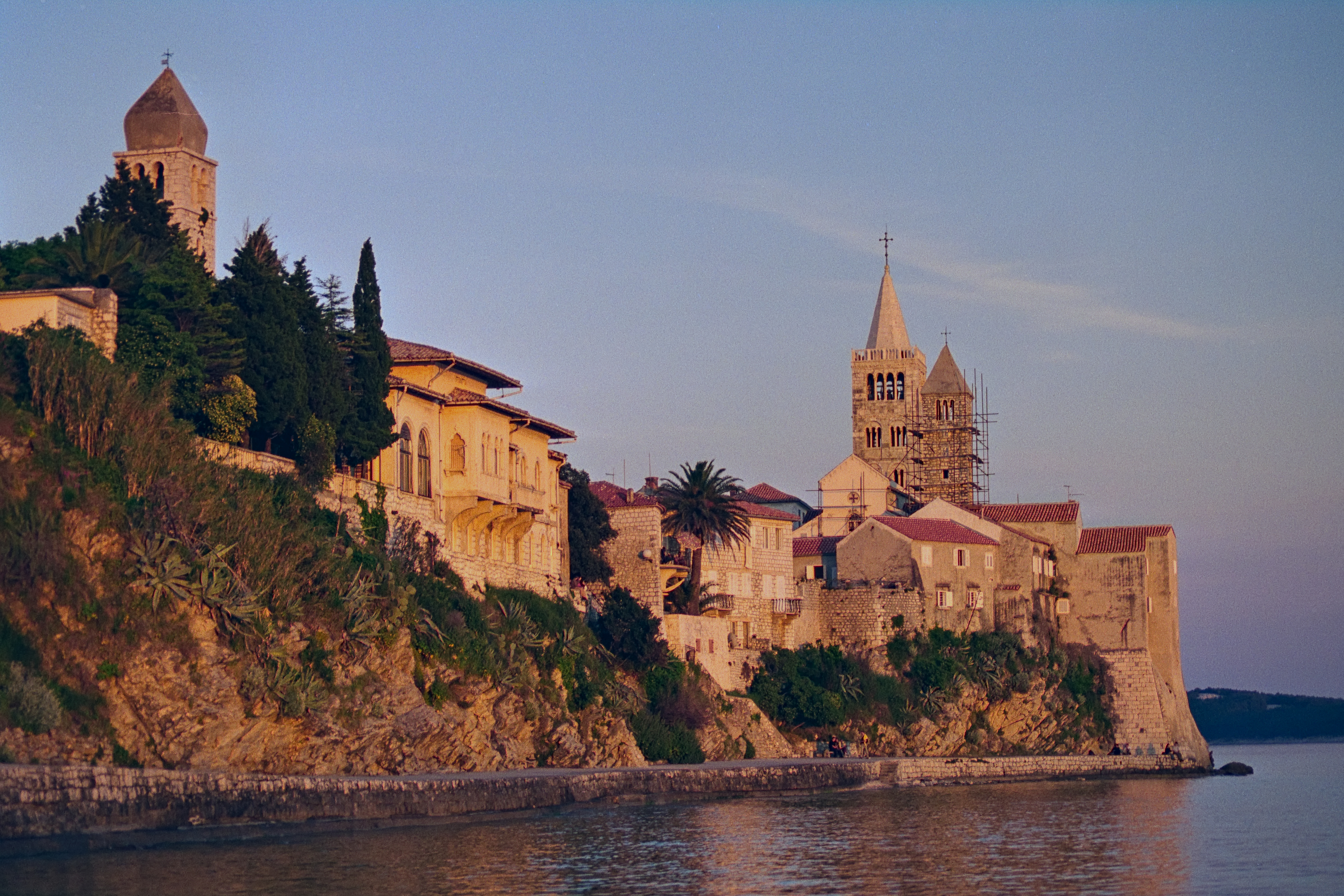

拉布是克羅地亞的城鎮，位於該國西部，由濱海和山區縣負責管轄，始建於公元前360年，該鎮在1456年發生疫情，經濟活動有旅遊業、貿易業、漁業、農業和工藝業，2001年人口554。